# ديبورا بورتر
ديبورا بورتر (بالإنجليزية: Deborah Porter)‏ هي صحفية أمريكية، ولدت في 1958 في كليفلاند في الولايات المتحدة.